# Turbicellepora turricula
Turbicellepora turricula är en mossdjursart som beskrevs av Cook 1985. Turbicellepora turricula ingår i släktet Turbicellepora och familjen Celleporidae. Inga underarter finns listade i Catalogue of Life.